# Birmingham 6
I Birmingham 6 sono una band Danese di elettro-industrial/EBM il gruppo è stato fondato nel 1991 è chiamato così per ricordare un gruppo di irlandesi erroneamente imprigionati per aver messo una bomba in un pub di Birmingham. Tra i membri della band Kim Løhde Peterson e Michael Hillerup.
Presero questo nome perché focalizzano la loro attenzione sulle ingiustizie commesse nel mondo ma particolarmente nella società democratica occidentale. I loro testi sono spesso stati controversi e alcune stazioni radio hanno bandito la messa in onda delle loro canzoni, mentre altri gruppi si rifiutano di essere associati ad essi. Pubblicarono il loro primo album, Mindhallucination nel 1994 e Assassinate nel 1995, seguito da Error of Judgement nel 1996 e alla fine Resurrection del 1999.
Tutti i testi dell'album Error of Judgement sono cantati da Jean-Luc de Meyer, meglio conosciuto come membro dei Front 242.
I Birmingham 6 hanno anche pubblicato un singolo, una cover di "Godlike" dei KMFDM, che includono parti dalla versione originale, e voce di accompagnamento di En Esch dei KMFDM.
I Birmingham 6 hanno scritto diverse canzoni che mettevano in discussione i sistemi di governo ed il loro rifiuto di ammettere la propria disfatta. Israel parla della disputa tra palestinesi ed ebrei. Contagious discute dell'AIDS e Who Do You Love? rappresenta la difficoltà di distinguere ciò che è bene da ciò che è male. La canzone 6794700 descrive alcune visioni ipocrite della chiesa sull'aborto. Love Child descrive come alcune agenzie turistiche thailandesi aiutano agenzie turistiche occidentali a soddisfare desideri di certi uomini per prostitute bambine.
La canzone Policestate parla della sommossa di Copenaghen nel 1993 durante il secondo turno di voto per l'Unione europea in cui la polizia sparò contro i dimostranti causando alcuni feriti.

## Discografia

### Album
- Mindhallucination
- Assassinate
- Error of Judgement
- Resurrection
- Also provided a notable cover version of AC/DC's Thunderstruck for the 1997 tribute album Covered In Black, by Cleopatra records.

### EP e singoli
- Israel
- Contagious
- Policestate
- To Protect and To Serve
- The Kill
- You Cannot Walk Here
- Mixed Judgements